# Hannah Blilie

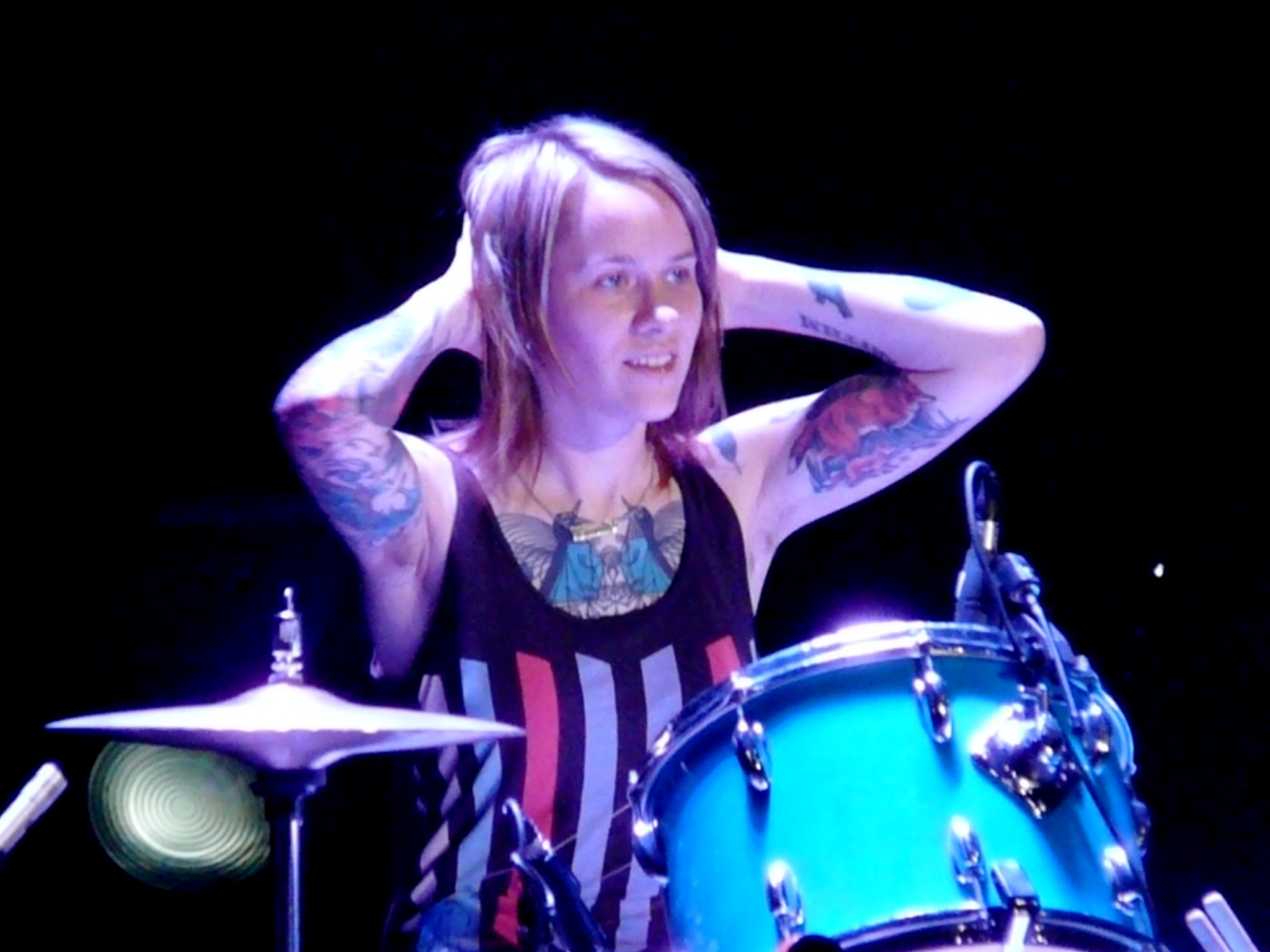
Hannah Blilie podczas koncertu Gossip (2008)

Hannah Blilie (ur. 10 czerwca 1981) – amerykańska muzyk, perkusistka zespołu Gossip, była perkusistka zespołu Shoplifting. Współpracowała także z takimi wykonawcami i zespołami jak: Chromatics, Mr Yuk, Sarah Dougher, Soiled Doves, Stiletto, The Lumpies, The Vogue i Vade.

## Kariera
W 2003 Hannah zastąpiła perkusistkę Kathy Mendonça w zespole The Gossip (później Gossip). Uczestniczyła w nagraniu płyty Standing in the Way of Control w 2006. Grała także w albumie Live in Liverpool.

## Życie prywatne
Jest siostrą bliźniaczką Jordana Blilie, jednego z dwóch wokalistów zespołu The Blood Brothers. Otwarcie przyznaje się do tego, że jest lesbijką.